# Dicionário da Academia Sueca
O Dicionário da Academia Sueca – em sueco Svenska Akademiens ordbok, também designado pela sigla SAOB – é um dicionário, editado pela Academia Sueca, que descreve as palavras da lingua sueca, de 1521 até aos nossos dias, com informação sobre a sua declinação ou conjugação, pronúncia e origem etimológica.

O primeiro volume foi publicado em 1898, e em 2023 estava completo e enviado para impressão o último volume.

Na sua totalidade, a obra abrange umas 500 000 palavras, e é constituída por 39 volumes, contendo 33 111 páginas.

A partir do próximo ano, o corpo redatorial vai começar a rever todas as palavras, a adicionar novas entradas para novas palavras que surgiram entretanto e a atualizar as ortografias.

Pela sua envergadura, é uma obra comparável ao Deutsches Wörterbuch (língua alemã), ao Woordenboek der Nederlandsche Taal (língua holandesa) e ao The Oxford English Dictionary (lingua inglesa).

O Dicionário da Academia Sueca (SAOB) não deve ser confundido com outros dois dicionários da Academia Sueca – o Dicionário sueco (SO) e o Vocabulário Ortográfico da Academia Sueca (SAOL).